# Luciano Tajoli
Luciano Tajoli (Milão, 17 de abril de 1920 — Merate, 3 de agosto de 1996) foi um cantor e ator italiano.

## Festival de música
Luciano Tajoli participou várias vezes (1961, 1962, 1963 e 1970), no Festival de Sanremo, vencendo em 1961 com a canção "Al di là". Estima-se que ele vendeu mais de 45 milhões de discos.

## Vida pessoal
Luciano veio de uma família pobre e era um cantor autodidata. Ele treinou como aprendiz em alfaiate, barbeiro e sapateiro. Na infância foi atingido por poliomielite mas mesmo nesses momentos Luciano sempre se apoiou durante suas apresentações, por exemplo, contra uma cadeira ou piano. Sua mancada foi acomodada nos roteiros de suas aparições no cinema.

## Filmografia selecionada
- I due sergenti (1951)